# Stazione di Schönhauser Allee
La stazione di Schönhauser Allee è una stazione ferroviaria posta sulla Ringbahn di Berlino, nel quartiere di Prenzlauer Berg. Prende il nome dalla strada denominata Schönhauser Allee.

## Movimento
La stazione è servita dalle linee S 41, S 42, S 8 e S 85 della S-Bahn.

## Interscambi
- Fermata metropolitana (Schönhauser Allee, linea U 2)[1]
- Fermata tram (S + U Schönhauser Allee, linea M 1)[2]